# Tote García Ortega
Margarita García Ortega Nestosa, coneguda artísticament com a Tote García Ortega (1915 - Madrid, 26 de desembre de 1998), va ser una actriu espanyola.

## Biografia
Actriu principalment consagrada als escenaris. Filla dels actors Francisco García Ortega i Josefina Nestosa, i germana dels també actors Luis i Rosario García Ortega.
Al llarg de la seva carrera, en el seu haver destaquen obres com Els cacics (1962), de Carlos Arniches; Els verds camps de l'Edén (1963), primera obra d'Antonio Gala; El procés de l'arquebisbe Carranza (1964), de Joaquín Calvo Sotelo; Intermezzo (1965), de Jean Giraudoux; A Electra li escau el dol (1965), d'Eugene O'Neill; El sol en el formiguer (1966), de Gala; El senyor Adrián, el cosí (1966), d'Arniches; La dama follet (1966), de Calderón de la Barca; Els malfactors del bé (1966), de Jacinto Benavente; Així és (si així us sembla) (1967), de Luigi Pirandello; Els baixos fons (1968), de Maxim Gorki; Romanç de llops (1970), de Valle-Inclán; Antígona, de Sòfocles; Misericòrdia (1972), de Benito Pérez Galdós; Anells per a una dama (1973), de Gala; Les cítares penjades dels arbres (1974) de Gala, 2 Les arrecogías del beateri de Santa Maria Egipcíaca (1977), de Martín Recorda, 3 Les gales del difunt i La filla del capità, ambdues de Valle-Inclán, que va interpretar el 1978 a el Teatre María Guerrero amb la companyia de María José Goyanes; Filomena Marturano el 1980 amb María Asquerino; La tetera, de Miguel Mihura, el 1982, amb Emilio Gutiérrez Caba; L'àlbum familiar, de José Luis Alonso de Santos al 1982; Revistes del cor, el 1985, de Juan José Alonso Millán, amb Analía Gadé;
Dames, senyores, dones, el 1987, de nou amb Gadé; La boja de Chaillot (1989), amb Amparo Rivelles i interpretant una de les components del cor de les boges, al costat de Lilí Murati i Margot Cottens; Camina la meva mare (1990) d'Alonso Millán; o La truhana el 1992, amb Concha Velasco.
No obstant això va compaginar la seva presència teatral amb esporàdiques aparicions en televisió. Ja des dels anys seixanta va intervenir en papers secundaris d'espais populars a la pantalla petita del moment com Novel·la, emès per Televisió Espanyola.
En l'última etapa de la seva vida es va unir professionalment a Lina Morgan, amb la qual va intervenir en la sèrie d'Antena 3 Compuesta i sin novio (1994) i en la pel·lícula Germana, però què has fet? (1995), de Pedro Masó, la seva única incursió a la pantalla gran.
No obstant això el seu moment de major popularitat li arriba amb el personatge de Filo, una dona gran entranyable que comparteix sostre amb Reme (Lina Morgan) en Hostal Royal Manzanares (1996-1998), de TVE, una de les sèries de televisió de més impacte de la dècada.